# Clan del Golfo
Der Clan del Golfo (deutsch Golf-Clan, auch Clan Úsuga, Los Urabeños oder Autodefensas Gaitanistas de Colombia genannt) ist das mächtigste Verbrechersyndikat Kolumbiens. Die Bande ist aus rechtsgerichteten Paramilitärs aus der Demobilisierung hervorgegangen. Die Gruppe arbeitet mit dem mexikanischen Sinaloa-Kartell zusammen und ist gegenwärtig für die Hälfte des kolumbianischen Kokain-Exports verantwortlich.
Der aus etwa 1800 Personen (2018) bestehende Golf-Clan benutzt als operative Basis die schwer zugängliche nordwestkolumbianische Subregion Urabá – daher auch der Name „Los Urabeños“. Im Dschungel um den Golf von Urabá an der Grenze zu Panama (siehe Darién Gap) bestimmen sie das öffentliche Leben weitestgehend. Ihr Machtbereich erstreckt sich aber auch in andere Departamentos und Landesteile, wie Antioquia, Chocó und Córdoba bis hin zur östlichen Karibikküste in La Guajira. Des Weiteren verfolgen sie kriminelle Aktivitäten in Santander, im Valle del Cauca sowie Norte de Santander.
Die Bande ist vor allem in den Drogenschmuggel, illegalen Bergbau und der Schutzgelderpressung verwickelt. Zudem sind sie für zahlreiche Morde und Vertreibungen verantwortlich. Seit 2015 macht eine Spezialeinheit der Policía Nacional de Colombia unter dem Begriff „Operation Agamemnon“ gezielt Jagd auf die Führungsebene der Gruppe um Dario Antonio Úsuga, alias „Otoniel“, der den Clan seit 2012 mitregiert. Die Sicherheitskräfte intensivierten (Stand 2018) ihre Ermittlungen, nahmen mehrere wichtige Anführer der Bande fest oder töteten sie. Ein ähnliches Team hatte im Dezember 1993 den Drogenboss Pablo Escobar aufgespürt.
Sicherheitsexperten befürchten, dass nach dem Friedensvertrag mit der linken Guerillaorganisation FARC-EP kriminelle Gruppen wie der Golf-Clan versuchen könnten, das Machtvakuum in den ehemaligen Farc-Gebieten zu füllen und die lukrativen Drogengeschäfte der Rebellen zu übernehmen. Kolumbien ist vor Bolivien und Peru der größte Kokain-Produzent der Welt.
Ende 2017 glückte den Ermittlern der kolumbianischen Streitkräfte ein 12-Tonnen-Fund im Marktwert von 360 Millionen Dollar; das Rauschgift wird dem Golf-Clan zugeschrieben. Es war die bis dato größte Menge an Kokain, die jemals in Kolumbien aus dem Verkehr gezogen wurde.
Die Regierung unter Präsident Gustavo Petro schloss Anfang 2023 einen Waffenstillstand mit dem Clan del Golfo und kündigte ihn am 19. März 2023. Grund war laut Petro ein Angriff von Clanmitgliedern auf Polizeikräfte.
In der zweiten Jahreshälfte 2024 verkündete die Gruppe einen „Femizid-Plan“ zur gezielten Tötung in Gegnerschaft stehender Frauen.

## Anführer
Der mutmaßliche Anführer des Golf-Clan war bis zu seiner Festnahme durch Spezialeinheiten im Oktober 2021 Dairo Antonio Usuga, alias „Otoniel“. Nach vorliegenden Informationen ist der heute 50-jährige Otoniel in Antioquia geboren und wurde mit 16 Jahren zuerst Mitglied der linken Guerilla EPL (Volksbefreiungsarmee) und später Mitglied der rechten Paramilitärs AUC (Kolumbianische Selbstverteidigungskräfte). Er hatte die Führung des Clans 2012 übernommen, nachdem sein Bruder Juan de Dios bei einem Polizeieinsatz getötet worden war.
Otoniel wurde im Oktober 2021 in der groß angelegten Operation „Osiris“ mit 500 Mitgliedern kolumbianischer Spezialeinheiten aus Militär, Polizei und Staatsanwaltschaft und 22 Hubschraubern im dichten Dschungel zwischen Necoclí und San Pedro de Urabá, in der Provinz Antioquia festgenommen. Ihm werden Drogenhandel, Mord, Erpressung und Entführung vorgeworfen.
Wenige Monate nach seiner Verhaftung wurden im Februar 2022 die Aufzeichnungen seiner Vernehmung gestohlen. Unbekannte waren in das Haus des zuständigen Ermittlers eingedrungen und hatten die Aufnahmegeräte und einen beim Verhör verwendeten Computer gestohlen.
Davor war bis zu seiner Verhaftung Gustavo Adolfo Álvarez Téllez, alias „Tavo“ oder „Gordo“, für den Drogenhandel und die Auftragsmörderstruktur des Clans verantwortlich.
Am 4. Mai 2022 wurde „Otoniel“ in Bogotá der US-Antidrogenbehörde DEA zur Überstellung an die US-Justizbehörden übergeben.